# Партибрејкерс
«Партибрејкерс» (англ. «Partybreakers») — югославський та сербський рок-гурт з Белграду.

## Історія

### 1980-ті
Колектив був сформований югославськими рок-музикантами, які вже мали досвід роботи у різних колективах. До першого складу входили: Зоран Костич Цане (вокал), Горан Булатович Манза — (барабани), Антон'євич — (гітара) і Любиш Костандінович (гітара). Перший публічний виступ щойно створеного колективу, відбувся на розігріві у гурту The Fifties 4 жовтня 1982 року. Реакція публіки була дуже позитивною, і хоча вони ще не мали виданого студійного матеріалу, вони вже виїздили на гастролі. Одного разу у Загребі у них відбулися п'ять концертів за три дні. Фронтмен загребського гурту Azra Бранімір Штуліч, який був звукоінженером на тих виступах, під враженням від їхнього концерту, навіть запропонували стати продюсером їхнього дебютного альбому.
Першою виданою піснею стала «Радіо утопія», яка потрапила на компіляцію «Ventilator 202» белградської фірми PGP-RTB. Через рік вийшов дебютний сингл «Hiljadu godina» / «Večeras» (укр. «Тисяча років» / «Сьогодні вночі»). В цей ажіотаж навколо гурту змусив радіо-станції крутити демо-записи пісень. У червні 1984 у белградській O Studio записали свій дебютний альбом «Partibrejkers I». Записаного матеріалу вистачило б і на ще один альбом, але Jugoton відмовився його видавати, оскільки «в їхніх піснях не вистачає обурення». Невдовзі після цього барабанщик Манза вирішив залишити гурт і невдовзі, наприкінці 1985-го гурт розпався.
В 1986 гурт зібрався знову в оновленому складі. Готові студійні наробки були надіслані до кампанії PGP-RTB, але та не була схильна видати запис. У 1987 році гурт організував два благодійні концерти і на зібрані гроші купив 16 тортів, які подарували дітям в дитячому будинку на вулиці Zvecanska у Белграді. 

У 1988 вийшов альбом «Partibrejkers II». Новий запис не відкривав перед меломанами нових горизонтів і нових шанувальників Партибрејкерсам не здобув. Слід відмітити, що у той час змінилася кон'юнктура на місцевій рок-сцені: повністю домінував рух нови талас (нова хвиля, new wave); багато колективів з якими починали Партибрејкерс змінили своє звучання на більш мейнстрімне (Електрични оргазам); сам гурт сприймалися як свого роду релікт минулого. Альбом вийшов без імені. Одна з найвідоміших пісень альбому — «Дочка місяця», пісня «The Way» була записана пізніше. MTV також виступив з доповіддю про PARTIBREJKERS. Surđivali з численними відомими музикантами, такими як Срджан Gojkovića з гурту «Električni orgazam», коли вони випустили альбом із його найвідоміших речей "Hypnotized зв'язка", "Що я намагаюся", "Take On Me", "Землетрус" та інші, а Джонні Депп, з який грав у Сербії у 92. на концерті в SKC, з Еміром Кустуріцею
.

### 1990-ті
Напередодні війни в Боснії, Зоран Костіч зібрав супер-гурт RimtuTiTuki (до його складу ввійшли учасники інших белградських рок-гуртів EKV, Електрични оргазам) який записав антивоєнну пісню "Slušaj'vamo". У Загребі грав з Чаком Беррі, і альбом був призначений як Канада і Сполучені Штати. В даний час працює над матеріалом для нового студійного альбому, і записується на плівку і підготовці альбоми виходили, ймовірно, наступного року.

## Спадщина
- Дебютний альбом Partibrejkers I зайняв 18 місце у списку 100 найкращих югославських поп і рок альбомів (серб. YU 100: najbolji albumi jugoslovenske rok i pop muzike)[1].
- У 2006 році, найкрупніший медіа-холдінг Сербії B92, склав список 100 найкращих вітчизняних пісень (серб. Б92 100 најбољих домаћих песама), куди потрапили дві композиції Партибрејкерс - "1000 godina" (7-місце) та "Hoću da znam" (21-ше місце).[2]
- За голосуванням слухачів радіо-станції Radio 202, пісня "Hoću da znam" увійшла до символічного списку 60 найкращих пісень, які були видані лейблом PGP-RTB/PGP-RTS.[3]

## Дискографія
- Partibrejkers I (1985)
- Partibrejkers II (1988)
- Partibrejkers III (1989)
- Kiselo i slatko (1994)
- Ledeno doba (1997)
- Gramzivost i pohlepa (2002)
- Sloboda ili ništa (2007)